# Melchiorre Vidal
Melchiorre Vidal (1837 in Barcelona – 1911 in Mailand) war ein spanischer Opernsänger (Tenor) und Gesangspädagoge.

## Leben
Vidals Karriere begann etwa um 1860 in Spanien, vor allem aber auch in Italien wirkte er ungefähr 25 Jahre. Dabei sang er zumeist lyrische Partien des Belcanto, vor allem aus Verdi-Opern.
Nach seiner Gesangskarriere war er als Gesangspädagoge tätig. Er unterrichtete bspw. Rosina Storchio, Esperanza Clasenti, Ludwig Hess, Graziella Pareto, Lucrezia Bori und Elvira de Hidalgo. Letztere war so von seinen Fähigkeiten begeistert, dass sie, als sie selber Gesang unterrichtete, seine Methoden benutzte, um Maria Callas auszubilden.